# Manistique
Manistique település az Amerikai Egyesült Államok Michigan államában, Schoolcraft megyében, melynek megyeszékhelye is. Lakosainak száma 2828 fő (2020. április 1.).

## Népesség
A település népességének változása:

| 2010 | 3 097 |
| 2020 | 2 828 |